# 芸能界!1万人のイメージVS身内の真実
『芸能界!1万人のイメージVS身内の真実』（げいのうかい1まんにんのイメージバーサスみうちのしんじつ）は日本テレビ系列で2012年から
2013年まで計3回放送された読売テレビ制作の特別番組である。

## 概要
ゲストのイメージ調査を全国1万人に敢行し、そのイメージがホントかウソかを身内や関係者が暴露する。

## 出演者
MC
- 千原ジュニア
- 友近

スペシャルMC
- 美輪明宏

## 放送日時
| 回数  | 放送日時                   | 視聴率 |
| ----- | -------------------------- | ------ |
| 第1回 | 2012年8月25日13:30 - 15:00 |        |
| 第2回 | 2012年12月6日22:50 - 23:44 | 12.4%  |
| 第3回 | 2013年4月4日21:00 - 22:48  | 8.6%   |

## スタッフ
第2回（2012年12月6日放送分）
- 演出：並木慶（BACK-UP）
- チーフディレクター：堀家寛之（ワイズビジョン、第1回はディレクターのみ名義）
- ディレクター：阿部和孝（オフィスクライン）、中根拓也（RUMBLE BEE.）、田村育（シオプロ）、鈴木圭介
- 構成：石原健次／樅野太紀、はしもとこうじ、長谷川優、飯野友輔
- ナレーション：赤平大
- TP：深谷高史
- SW：岩田一己
- CAM：木俣希
- VE：谷古宇利勝
- VTR：石井利幸
- 音声：本間祥吾
- 照明：平井治雄
- 音効：磯川浩己、遠藤治朗
- 編集：曽根隼一
- MA：小田嶋広貴
- 美術：永田勝明
- デザイン：飯塚洋行
- 美術進行：矢野雄一郎
- メイク：藤田響子
- スタッフ協力：ワイズビジョン、クロスブリード、オフィスクライン（第2回はクレジット表記なし）／フジアール、ニューテレス、麻布プラザ、東京メディアシティ、ytv Nextry、プログレッソ、フォーミュレーション
- 宣伝：今村紀彦（読売テレビ）
- 制作デスク：楠村朋子（ワイズビジョン）
- AP：泉亜希子（BACK-UP）、山本美沙恵（クロスブリード）
- 協力：BACK-UP MEDIA
- 制作協力：吉本興業
- 協力プロデューサー：西田治朋（クロスブリード）
- プロデューサー：勝田恒次・田中雅博（読売テレビ、田中は第1回にAP→第2回以降ではP）、稲冨聡（よしもとクリエイティブ・エージェンシー）、今滝陽介（BACK-UP）、荒巻由希子（ワイズビジョン）
- チーフプロデューサー：西田二郎（読売テレビ）
- 製作著作：読売テレビ

### 過去のスタッフ
- アンケート調査：47都道府県「あなたの街に住みます芸人」（第1回）
- 編集：小澤章二（第1回）
- MA：中尾和博（第1回）
- スタッフ協力：東京タワースタジオ（第1回）
- 宣伝：藤本美歩（読売テレビ、第1回）